# Skogåsmordet
Skogåsmordet 1999 inträffade i Skogås i Huddinge kommun nyårsnatten 1999–2000. Salih Uzel (född 1980) dog efter att ha blivit huggen i ryggen. Ett gäng med nynazistiska kopplingar hade börjat gräla med hans bror och hans svägerska, som hade sitt lilla barn med sig. Då brodern kallat på hjälp utvecklades situationen till ett stort slagsmål, under vilket han blev knivhuggen. Han dog i ambulansen på väg till sjukhus. En 24-årig nazist dömdes för dråp till åtta års fängelse.
Vid samma tid granskade och uppmärksammade svensk massmedia de högerextrema organisationerna samt de kriminella motorcykelgängen i Sverige och deras verksamhet.